# Dublin Transportation Office
Pour les articles homonymes, voir DTO.
Le Dublin Transportation Office (DTO) est un organisme gouvernemental de l'Irlande créé en 1996 pour conseiller sur l'aménagement du territoire et s'occuper du transport public du Grand Dublin. Il a des pouvoirs relativement faibles et n'est pas une autorité du transport à part entière. Toutefois, il est responsable du programme Quality Bus Corridor, qui a eu un certain succès en promouvant l'usage des lignes de bus dans la région.
Une autorité officielle du transport a été promise par le gouvernement irlandais, mais elle n'a pas été créée. Cette autorité remplacerait totalement ou partiellement le DTO.